# Olga Widegren
Olga Widegren, född Olovsson 1 mars 1886 i Boda, Indals-Liden, död 15 juni 1979 i Brännkyrka församling, var en svensk lärare, politiker och kvinnosakskvinna. Hon var under flera år ordförande i lokalavdelningen för Landsföreningen för kvinnans politiska rösträtt i Älvsjö. När Folkpartiet bildades 1934 var hon med och bildade Folkpartiets kvinnoförbund. Hon var även lokalpolitiker för Folkpartiet i Stockholms stad.

## Biografi
Olga Widegren föddes 1886 i Boda i Indals-Lidens landskommun, nuvarande Sundsvalls kommun. Hon utbildade sig till småskollärare vid seminariet i Härnösand, varifrån hon utexaminerades 1906. Hon arbetade som småskollärare på olika platser i Norrland i nio år. 1915 gifte hon sig med folkskolläraren Arvid Widegren, och de flyttade till Brännkyrka församling. Olga Widegren lämnade då läraryrket. Makarna blev föräldrar till Gunnel Sidenbladh.
Widegren hade ett omfattande ideellt engagemang. Engagemanget började med rösträttsrörelsen, där hon bland annat under flera år var ordförande för lokalavdelningen för Landsföreningen för kvinnans politiska rösträtt i Älvsjö. Hon var därtill också engagerad i gruppen kring Tidevarvet, liksom Föreningen Frisinnade Kvinnor och Svenska Kvinnors Medborgarförbund. När Folkpartiet bildades 1934 var hon med och skapade Folkpartiets kvinnoförbund, där hon var såväl ombudsman som sekreterare. Från partiets bildande var hon ledamot av partistyrelsen, och var även ledamot av Stockholmsavdelningens centralstyrelse. Hon var även under en period ledamot av partiets verkställande utskott, som representant för kvinnoförbundet. Mellan 1936 och 1940 var hon ledamot av Stockholms stadsfullmäktige.
I Brännkyrka hembygdsförening var hon engagerad i att ta fram Brännkyrkadräkten. Makarna Widegren är begravda på Brännkyrka kyrkogård.